# Sugihan (Toroh)
Sugihan is een bestuurslaag in het regentschap Grobogan van de provincie Midden-Java, Indonesië. Sugihan telt 6195 inwoners (volkstelling 2010).